# NGC 1730
NGC 1730 est une galaxie spirale barrée située dans la constellation du Lièvre. NGC 1730 a été découverte par l'astronome américain Francis Leavenworth en 1885. Cette galaxie a aussi été observée par l'astronome américain Edward Barnard dans la décennie de 1890 et elle a été ajoutée à l'Index Catalogue sous la cote IC 2113.

## Caractéristiques
Sa vitesse par rapport au fond diffus cosmologique est de 58,4 ± 4,1 Mpc (∼190 millions d'al).
À ce jour, trois mesures non basées sur le décalage vers le rouge (redshift) donnent une distance de 54,200 ± 0,917 Mpc (∼177 millions d'al), ce qui est à l'intérieur des valeurs de la distance de Hubble. Notons cependant que c'est avec la valeur moyenne des mesures indépendantes, lorsqu'elles existent, que la base de données NASA/IPAC calcule le diamètre d'une galaxie et qu'en conséquence le diamètre de NGC 1730 pourrait être d'environ 39,1 kpc (∼128 000 al) si on utilisait la distance de Hubble pour le calculer.
La classe de luminosité de NGC 1730 est I et elle présente une large raie HI.